# Église Saint-Sébastien de Valfin-lès-Saint-Claude
Pour les articles homonymes, voir Église Saint-Sébastien.
L'église Saint-Sébastien de Valfin-lès-Saint-Claude est une église du XIXe siècle située à Valfin-lès-Saint-Claude, sur la commune de Saint-Claude dans le département du Jura.

## Histoire
L'église est reconstruite entre 1830 et 1833 après avoir été agrandie à plusieurs reprises.
L'église en totalité est inscrite au titre des monuments historiques par arrêté du 3 décembre 2013.

## Description
Sa façade dispose d'un plan rectangulaire à deux niches latérales comprenant le clocher-porche, terminé par un dôme, en avant-corps central. Cinq travées marquées par des colonnes et des pilastres doriques constituent la nef. Des fausses voûtes en bois couvrent l'ensemble (nef, chœur, abside).